# NGC 887
NGC 887 (другие обозначения — MCG −3-7-1, IRAS02171-1617, PGC 8868) — спиральная галактика с перемычкой (SBc) в созвездии Кит. Открыта Уильямом Гершелем в 1785 году. Описание Дрейера: «тусклый, маленький объект неправильной, но округлой формы, заметно более яркий в середине». Немного вытянута с северо-запада на юго-восток.
Упоминается Станиславом Лемом в «22-м путешествии Ийона Тихого» как «двойная туманность».